# Hipanto

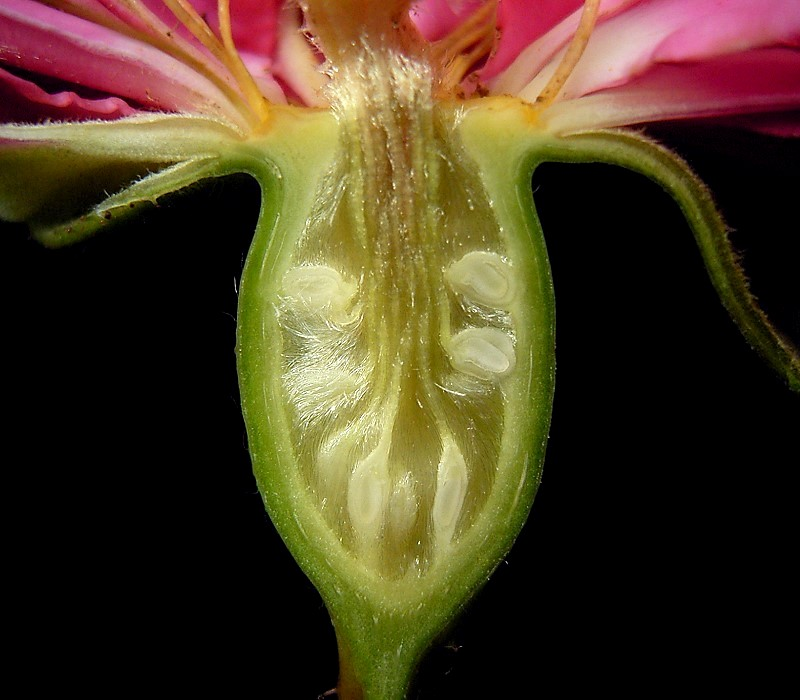
Corte de una rosa (flor epigínea) donde se aprecia el hipanto rodeando los ovarios. Externamente podría parecer un solo ovario. Ese hipanto formará el pseudofruto de la rosa.

Hipanto o hipantio (del latín hypanthium, y este del griego ύπό [hipo], «debajo», y άνθος [antos], «flor») es el receptáculo cóncavo de las flores con ovario ínfero sobre el cual aparentemente nacen el cáliz, la corola y los estambres. Casi siempre está formado por la fusión de las bases de los verticilios florales inferiores —sépalos, pétalos y androceo (estambres)— entre sí y, al final, la concavidad es tan profunda que la flor parece tener un solo ovario infero. En este caso, dicho hipanto deriva en un pseudofruto o cinorrodón, como, por ejemplo en la rosa.
En ocasiones es llamado erróneamente «tubo calicino». 
En el género Eucalyptus esta estructura es comúnmente conocida como «útero de goma».